# スティーヴン・ウィテカー
スティーヴン・ゴードン・ウィテカー（Steven Gordon Whittaker, 1984年6月16日 - ）は、スコットランド・エディンバラ出身の元サッカー選手。元スコットランド代表。現役時代のポジションはディフェンダー。
ハイバーニアンFCでプロ生活を開始し、公式戦で170試合以上に出場する。2007年のスコティッシュリーグカップのタイトルを置き土産に同年8月にレンジャーズFCに移籍すると、ここで3度のスコティッシュ・プレミアリーグ、2度のスコティッシュカップ、2度のリーグカップと数々の優勝を経験した。2012-13シーズンに自由移籍でノリッジ・シティFCと契約した。

## 経歴

### クラブ

#### ハイバーニアン
多くのプロ選手を輩出したハッチソン・ヴェイルBCで選手生活を開始し、デレック・リオーダンやケヴィン・トムソンが同時期に在籍していた。その後、少年時代をハート・オブ・ミドロシアンFCのファンとして過ごしたにもかかわらず、ハッチンソン・ヴェイルからハイバーニアンFCと契約。2002年5月12日のセント・ジョンストンFC戦において、ハイバーニアンのトップチームからプロ初出場を飾って以来、同2002-03シーズンは6試合に出場した。ユース時代はトムソンとセントラル・ミッドフィルダーでコンビを組んでいた為、ボビー・ウィリアムソン監督によって右サイドバックに転向させられたことで当初は困惑していたが、最終的に2003-04シーズンに右サイドバックの定位置を確保し、チームのスコティッシュリーグカップ決勝進出に貢献した。なお、同決勝のリヴィングストンFC戦は未出場に終わった。また、2004年1月3日のパーティック・シッスルFC戦 (3-2) でプロキャリア初得点を記録している。
翌2004-05シーズンに就任したトニー・モウブレイ新監督の下でも昨季同様に右サイドバックのレギュラーとしてプレーし、3位でのシーズン終了に貢献した。2006-07シーズンは、モウブレイ監督と後任のジョン・コリンズ監督の両方でレギュラーとしてプレーし、リーグカップ優勝に貢献した。最終的にハイバーニアン在籍中に公式戦で174試合5得点を記録した。

#### レンジャーズ
2007年8月1日に移籍金200万ユーロでレンジャーズFCと5年契約を締結する。背番号28を着用し、8月18日のフォルカークFC戦 (7-2) で初出場及び初得点を記録したウィテカーは、アラン・ハットンの存在から主に左サイドバックとして起用されており、ハットン移籍後はカーク・ブロードフットの台頭によって右サイドバックに戻れず、サイドハーフとしてもプレーする中で2008年4月10日にUEFAカップ 2007-08のスポルティングCPとの第2戦で得点を決め、試合後に自身のキャリアで最高の得点だったと語った。UEFAチャンピオンズリーグ 2011-12予選のマルメFF戦においてジミー・ドゥルマズから軽くタックルを受けた後、ドゥルマズにボールを投げつける報復行為をしたことでレッドカードによる一発退場処分となった。
2009-10シーズンはサイドバックながら公式戦11得点と高い得点力を示し、スコティッシュ・プレミアシップとリーグカップの2冠達成に貢献。2010-11シーズン終了後にスュペル・リグ（トルコ1部）のブルサスポルからオファーがあったが、それを拒否して2011年7月にレンジャーズと新たに5年契約を締結した。しかし、クラブの多額の負債から新会社に切り替えられると、2012年6月に「新たなクラブへの忠誠心はない」として、同僚のスティーヴン・ネイスミスと共に現行の契約に対して破棄を申し立てた。これに対し、チャールズ・グリーンのコンソーシアムは、契約違反として法的措置をとる構えを見せている。なお、スコットランドプロサッカー選手協会と法律の専門家は、選手達は新会社に参加する義務はないとしている。

#### ノリッジ・シティ
2012年6月30日にプレミアリーグ（イングランド1部）のノリッジ・シティFCと4年契約を締結する。レンジャーズとの契約騒動は終結していなかったが、ウィテカーはFIFAに調停を訴え、7月20日にFIFAは暫定的ながらも許可したことで、晴れてノリッジ・シティの選手としてプレー出来ることとなった。
2012-13シーズン開幕前のセルティックFCとの親善試合中に足首を負傷したことで出遅れ、10月31日のトッテナム・ホットスパーFC戦までの約2ヶ月離脱を余儀なくされた。トッテナム戦から数日後のストーク・シティFC戦 (1-0) において、右サイドバックとして90分フル出場でリーグ初出場を飾り、12月8日のスウォンジー・シティAFC戦 (4-3) でロバート・スノッドグラスとのワンツーパスからプレミアリーグ初得点を挙げた。
2013-14シーズン開幕戦のエヴァートンFC戦 (2-2) において、まず、マルアン・フェライニら数人の相手選手を抜いてのシュートはポストに一旦は阻まれるも、跳ね返ったボールを決めて先制点を挙げると、更にプレミアリーグ初出場を飾ったリッキー・ファン・ウォルフスウィンケルの同点ゴールをクロスで支援し、1得点1アシストの全得点に絡むプレーを見せる個人としては素晴らしいスタートを切ったが、最終的にチームはチャンピオンシップ（2部）へと降格した。

#### ハイバーニアン復帰
2016-17シーズン限りでキャロウ・ロードを去り、スコティッシュ・プレミアシップに昇格したハイバーニアンへ3年契約で復帰した。

#### ダンファームリン・アスレティック
2020年6月29日、ダンファームリン・アスレティックFCへ移籍。2021年6月、現役引退を表明し、コーチに就任した。

### 代表
U-21代表でレギュラーとしてプレーしていたところ、2006年10月にUEFA EURO 2008予選のウクライナ戦へ向けてスコットランドA代表に初招集される。同試合を未出場に終えた後、11月にはB代表としてアイルランドB戦 (0-0) に出場し、2007年11月のアイルランドB戦 (1-1) にも出場した。2009年8月12日のノルウェー戦でA代表初出場を飾り、代表2試合目は、負傷したカラム・デイヴィッドソンとの交代で途中出場したマケドニア戦だった。
代表初出場以来、右サイドバックの定位置を主にアラン・ハットンと争っていたが、ゴードン・ストラカン監督就任以降は左サイドバックとして起用され、フィル・バーズリーやアンドリュー・ロバートソンらと定位置争いを繰り広げた。

## 個人成績

### クラブでの出場記録
出典:
| クラブ           | シーズン         | 国内リーグ         | 国内リーグ | 国内リーグ | カップ | カップ | リーグカップ | リーグカップ | 欧州カップ | 欧州カップ | 合計  | 合計 |
| クラブ           | シーズン         | 所属リーグ         | 出場       | 得点       | 出場   | 得点   | 出場         | 得点         | 出場       | 得点       | 出場  | 得点 |
| ---------------- | ---------------- | ------------------ | ---------- | ---------- | ------ | ------ | ------------ | ------------ | ---------- | ---------- | ----- | ---- |
| ハイバーニアン   | 2001-02          | SPL                | 1          | 0          | 0      | 0      | 0            | 0            | 0          | 0          | 1     | 0    |
| ハイバーニアン   | 2002-03          | SPL                | 6          | 0          | 0      | 0      | 0            | 0            | -          | -          | 7     | 0    |
| ハイバーニアン   | 2003-04          | SPL                | 28         | 1          | 1      | 0      | 4            | 0            | -          | -          | 33    | 1    |
| ハイバーニアン   | 2004-05          | SPL                | 37         | 1          | 4      | 1      | 2            | 0            | 2          | 0          | 45    | 2    |
| ハイバーニアン   | 2005-06          | SPL                | 34         | 1          | 4      | 0      | 0            | 0            | 2          | 0          | 40    | 1    |
| ハイバーニアン   | 2006-07          | SPL                | 35         | 1          | 6      | 0      | 4            | 0            | 4          | 0          | 49    | 1    |
| ハイバーニアン   | 合計             | 合計               | 141        | 4          | 15     | 1      | 10           | 0            | 8          | 0          | 174   | 5    |
| レンジャーズ     | 2007-08          | SPL                | 30         | 4          | 6      | 0      | 3            | 0            | 9          | 1          | 48    | 5    |
| レンジャーズ     | 2008-09          | SPL                | 24         | 2          | 4      | 1      | 1            | 0            | 2          | 0          | 31    | 3    |
| レンジャーズ     | 2009-10          | SPL                | 35         | 7          | 5      | 3      | 4            | 1            | 6          | 0          | 50    | 11   |
| レンジャーズ     | 2010-11          | SPL                | 36         | 4          | 3      | 2      | 3            | 0            | 10         | 1          | 52    | 7    |
| レンジャーズ     | 2011-12          | SPL                | 25         | 2          | 0      | 0      | 1            | 0            | 2          | 0          | 28    | 2    |
| レンジャーズ     | 合計             | 合計               | 150        | 19         | 18     | 6      | 12           | 1            | 29         | 2          | 209   | 28   |
| ノリッジ         | 2012-13          | プレミアリーグ     | 13         | 1          | 0      | 0      | 1            | 0            | -          | -          | 14    | 1    |
| ノリッジ         | 2013-14          | プレミアリーグ     | 20         | 1          | 2      | 0      | 3            | 1            | -          | -          | 21    | 2    |
| ノリッジ         | 2014-15          | チャンピオンシップ | 37         | 0          | 1      | 0      | 2            | 0            | -          | -          | 43[a] | 0    |
| ノリッジ         | 合計             | 合計               | 70         | 2          | 3      | 0      | 6            | 1            | -          | -          | 78    | 3    |
| キャリア通算成績 | キャリア通算成績 | キャリア通算成績   | 361        | 25         | 36     | 7      | 28           | 2            | 37         | 2          | 461   | 36   |

a. ^ 昇格プレーオフ3試合を含む